# Західне узбережжя США

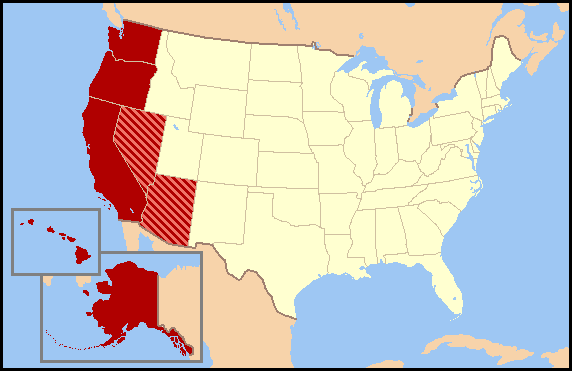
Темно-червоним кольором вказані штати Західного узбережжя США. Червоним в смужечку кольором позначені Невада та Аризона, які вважаються частиною Західного Берегу, але при цьому не мають виходу до моря

Західне узбережжя США (англ. West Coast) або Тихоокеанське узбережжя США (англ. Pacific Coast) — прибережні штати західної частини США. Насамперед маються на увазі штати Каліфорнія, Орегон, Вашингтон і Аляска. Більш конкретно, термін стосується області, визначеної на сході Аляскою, Каскадними горами, Сьєрра-Невадою та пустелею Мохаве, а на заході — Тихим океаном. Згідно з Переписом населення США, Гаваї, хоча й знаходяться у Тихоокеанському регіоні, не належать до Західного узбережжя, оскільки не межують з континентальними США.

## Населення
За даними перепису населення США 2010, чисельність населення в Тихоокеанському регіоні склала близько 47,8 мільйонів осіб (56,9 млн, якщо враховувати Неваду та Аризону) — близько 15,3 % (18,2 %, якщо враховувати Неваду та Аризону) від усього населення США.

### Найбільші міста
Найбільші міста та міські райони на Західному узбережжі (з півночі на південь) :
- Агломерація: Еверетт, Сієтл, Белв'ю, Такома, Спокан
- Область затоки Сан-Франциско: Сан-Франциско, Окленд, Сан-Хосе, Фресно
- Великий Лос-Анджелес: Лос-Анджелес, Лонг-Біч, Сан-Бернардіно, Ріверсайд
- Сан-Дієго
- Фінікс
- Портленд
- Рино
- Сакраменто
- Бейкерсфілд
- Лас-Вегас

## Історія
Історія Західного узбережжя починається з прибуття самих ранніх відомих нам людей Америки — палеоіндіанців. Вони прибули з Євразії в Північну Америку, подолавши Берингову протоку через перешийок, Берингія, який існував між 45 000 і 12 000 роками до н. е. (47 000 — 14 000 років тому).